# NGC 4435
NGC 4435 este o galaxie lenticulară situată în constelația Fecioara. A fost descoperită în 8 aprilie 1784 de către William Herschel. Se află la o distanță de 16,52 megaparseci de Pământ.